# ПТС-2
ПТС-2 — плаваючий транспортер середній, створений на шасі Т-64. Призначений для транспортування десанту, десантної переправи через водні перешкоди артилерійських систем, колісних і гусеничних тягачів, бронетранспортерів, автомобілів, особового складу і різних вантажів.
Транспортер має гарну маневреність, високу прохідність, великий запас плавучості і може застосовуватися в морських умовах при хвилюванні моря до трьох балів. Він оснащений системою захисту розрахунку від отруйних і бойових радіоактивних речовин, обладнанням для самообкопування, радіостанцією, танковим переговорним пристроєм і приладом нічного бачення.
Розроблений на Луганському тепловозобудівному заводі під керівництвом головних конструкторів С. П. Філонова і В. П. Колдоба в 1973 році.
Керують транспортером з відділення, яке розташоване в передній частині корпусу машини. Цей відсік оснащений захистом від зброї масового ураження з фільтровентиляційною установкою. А сам по собі ПТС-2 не має бронювання.
Єдиним озброєнням в ПТС-2 є кулемет 7,62 мм ПКБ.

## Використання у війні на сході України
За вільними даними на території Луганського тепловозобудівного заводу на початок 2014 р. на зберіганні знаходилось 3 одиниці ПТС-2. Дієздатність даних машин була відновлена сепаратистами, після чого вони використовувались на початку бойових дій з Українською армією. Один ПТС-2 був захоплений бійцями добробату «Айдар» при штурмі м. Щастя, а інші — знищені артилерією (знаходились на в'їзді до м. Луганськ, з боку с. Металіст).